# Lisl Goldarbeiter-Tenczer
Lisl Goldarbeiter-Tenczer (Bécs, 1909. március 23. – Budapest, 1997. december 14.) modell. 1929-ben megválasztották az első nem amerikai Miss Universe-nek.

## Életpályája
Szülei: Goldarbeiter Izsó (Szeged, 1877. május 3. – Mauthausen, 1945. február 6.) és Aloisia voltak (1884–1967). Kereskedelmi iskolát végzett. 1929-ben megnyerte az első Miss Austria versenyt is, a Miss Európa versenyen pedig második lett. 1937-ig Bécsben élt, majd Pozsonyba költözött. 1950-től Budapesten élt.
2006-ban, unokatestvére, Forgács Péter dokumentumfilmet rendezett róla.
Sírja a Farkasréti temetőben található (Bürök-70-307. falsírbolt).

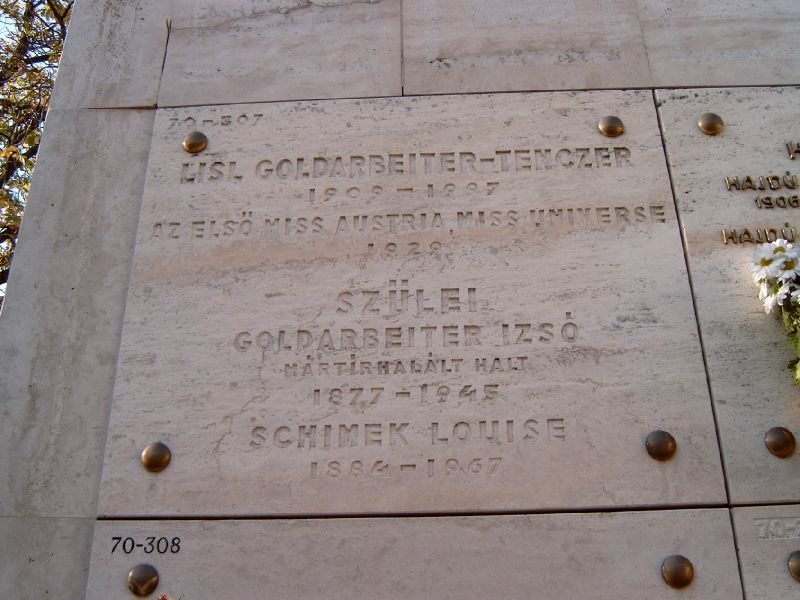
Lisl Goldarbeiter-Tenczer és szülei sírja Budapesten a Farkasréti temetőben. Farkasréti temető: Bürök-70-307. falsírbolt

## Magánélete
1949-ben házasságot kötött Szegeden, Tenczer Marcell amatőrfilmessel, unokatestvérével.